# Margaret Field

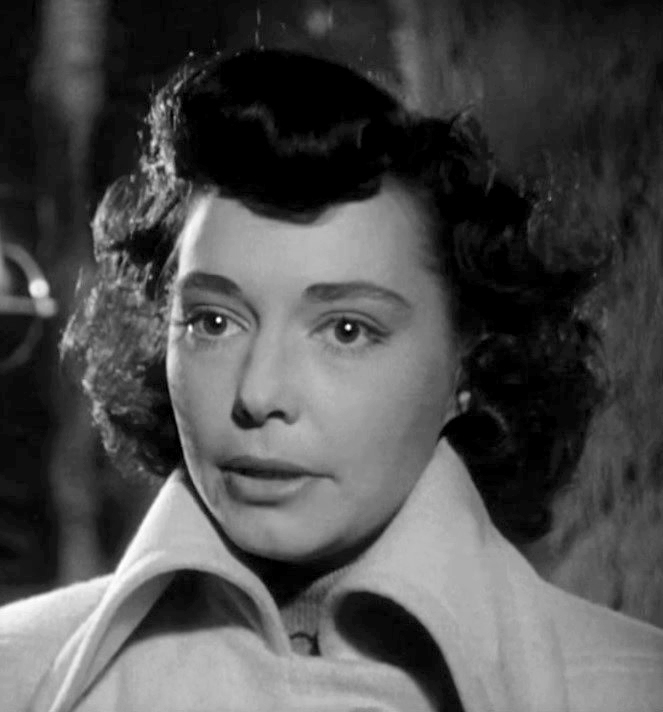
Margaret Field in The Man from Planet X

Margaret Field (* 10. Mai 1922 in Houston, Texas; † 6. November 2011 in Malibu, Kalifornien) war eine US-amerikanische Schauspielerin.

## Leben
Margaret Field wurde als Margaret Morlan in Houston, Texas geboren. Während des Zweiten Weltkrieges zog sie nach Pasadena, Kalifornien. Sie studierte Stimmbildung und Schauspiel am Pasadena Junior College. Während ihrer Collegezeit wurde sie von dem Talentscount Milton Lewis angesprochen und nach erfolgreichen Probeaufnahmen für Paramount Pictures für zunächst 18 Monate unter Vertrag genommen. Privatunterricht erhielt sie von dem Schauspieler Charles Laughton.
Sie spielte bei Paramount seit Mitte der 1940er Jahre bis Anfang der 1950er Jahre fast ausschließlich Nebenrollen und Kleinstrollen; häufig wurde sie nicht einmal im Abspann erwähnt. Rollen dieser Art hatte sie unter anderem als Sekretärin in dem Thriller Spiel mit dem Tode (1948) oder als Frau im Tempel in dem Monumentalfilm Samson und Delilah (1949). Unter der Regie von Michael Curtiz spielte sie die Rolle der Sally Rogers, die Schwester des Titelhelden, in der Komödie The Story of Will Rogers (1952).
Anfang der 1950er Jahre übernahm sie die Hauptrollen in zwei Science-Fiction-Filmen: Enid Elliott in The Man from Planet X (1951) und Ruth in Captive Women (1952). In dem Kult-Klassiker The Man from Planet X verkörperte sie unter der Regie von Edgar G. Ulmer die Tochter des Wissenschaftlers Professor Elliott, der einen neuen Planeten entdeckt hat, der sich mit Hochgeschwindigkeit der Erde nähert.
Sie hatte außerdem Episodenrollen und Gastrollen in zahlreichen US-amerikanischen Fernsehserien, unter anderem in Wagon Train (1958), Dezernat M (1958), Yancy Derringer (1958), Perry Mason (1959; 1960), Lawman (1961), Twilight Zone (1963), Bonanza (1966), Ihr Auftritt, Al Mundy (1968) und Meine drei Söhne (1969).
In den 1970er Jahren zog sich Field vom Filmgeschäft und von der Schauspielerei zurück.

## Privates
Field war zweimal verheiratet. 1942 heiratete sie den US-Offizier Richard Dryden Field; die Ehe wurde 1950 geschieden. Aus dieser Ehe stammen zwei Kinder: ein Sohn, Richard Field, und eine Tochter, die Schauspielerin Sally Field. In zweiter Ehe war Field von 1952 bis 1968 mit dem Schauspieler und Stuntman Jock Mahoney verheiratet. Sie trat seitdem auch unter dem Namen Margaret Mahoney auf. Dieser Ehe entstammt eine gemeinsame Tochter, die Schauspielerin und Regisseurin Princess O’Mahoney.
Field starb am 6. November 2011 im Alter von 89 Jahren in ihrem Haus in Malibu an den Folgen ihrer Krebserkrankung, unter der sie seit über sechs Jahren litt.

## Filmografie (Auswahl)
- 1945: The Little Witch
- 1946: Our Hearts Were Growing Up
- 1948: Footlight Rhythm
- 1948: Spiel mit dem Tode (The Big Clock)
- 1948: Die Nacht hat tausend Augen (Night Has a Thousand Eyes)
- 1949: Sein Engel mit den zwei Pistolen (The Paleface)
- 1949: Samson und Delilah (Samson and Delilah)
- 1949: Todesfalle von Chikago (Chicago Deadline)
- 1950: Lach und wein mit mir (Riding High)
- 1951: The Man from Planet X
- 1952: Grausame Richter (For Men Only)
- 1952: Captive Women
- 1952: The Story of Will Rogers
- 1952: Gier nach Gold (The Raiders)
- 1958: Wagon Train (Fernsehserie, eine Folge)
- 1958: Dezernat M (Fernsehserie, zwei Folgen)
- 1958: Yancy Derringer (Fernsehserie, drei Folgen)
- 1959: Die Unbestechlichen (The Untouchables) (Fernsehserie, eine Folge)
- 1959: U.S. Marshal (Fernsehserie, eine Folge)
- 1959–1960: Perry Mason (Fernsehserie, zwei Folgen)
- 1961: Lawman (Fernsehserie, eine Folge)
- 1963: Twilight Zone (The Twilight Zone) (Fernsehserie, eine Folge)
- 1966: Bonanza (Fernsehserie, eine Folge)
- 1968: Ihr Auftritt, Al Mundy (It Takes a Thief) (Fernsehserie, eine Folge)
- 1969: Meine drei Söhne (My Three Sons) (Fernsehserie, eine Folge)
- 1973: The Stranger